# Gruczoł rozgałęziony
Gruczoł rozgałęziony – to gruczoł składający się z kilku lub kilkunastu odcinków wydzielniczych, które uchodzą do wspólnego przewodu wyprowadzającego.
Wyróżniamy gruczoły rozgałęzione:
- pęcherzykowe
- cewkowe
- cewkowo-pęcherzykowe